# 堂坂
座標: 北緯35度46分10.0秒 東経139度32分44.4秒 / 北緯35.769444度 東経139.545667度

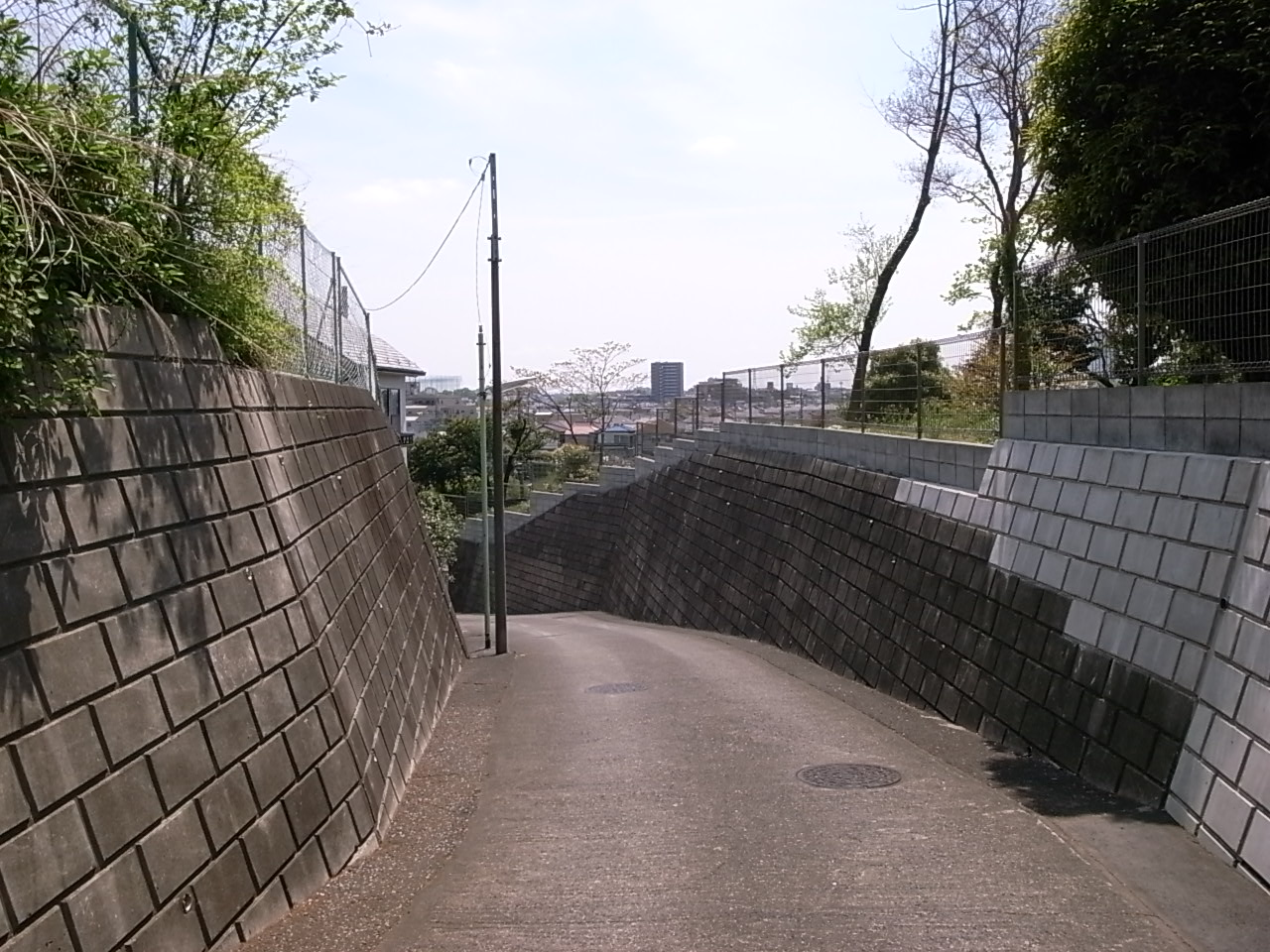
堂坂（東久留米市神宝町、2015年）

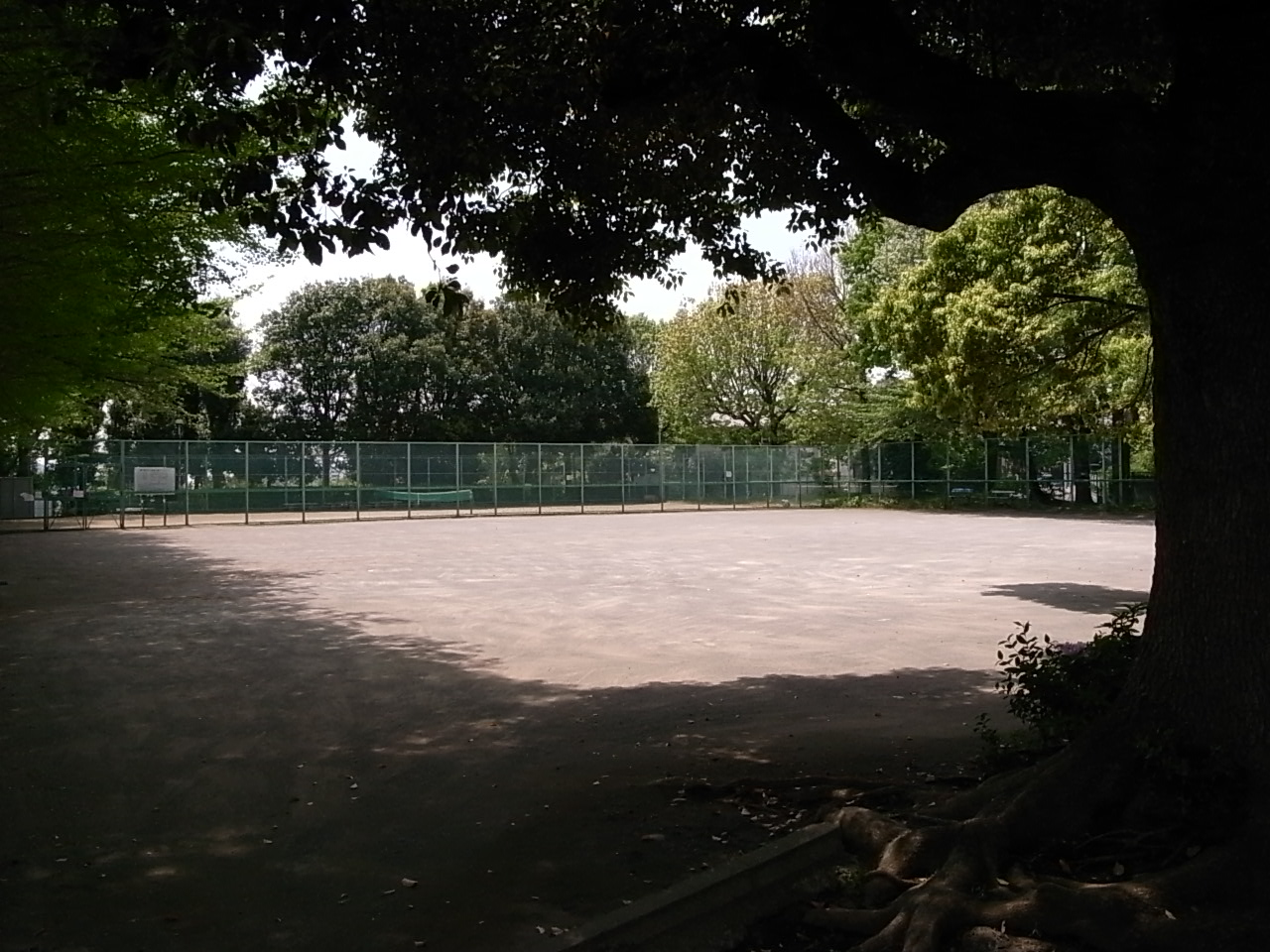
神山堂阪公園（東久留米市）

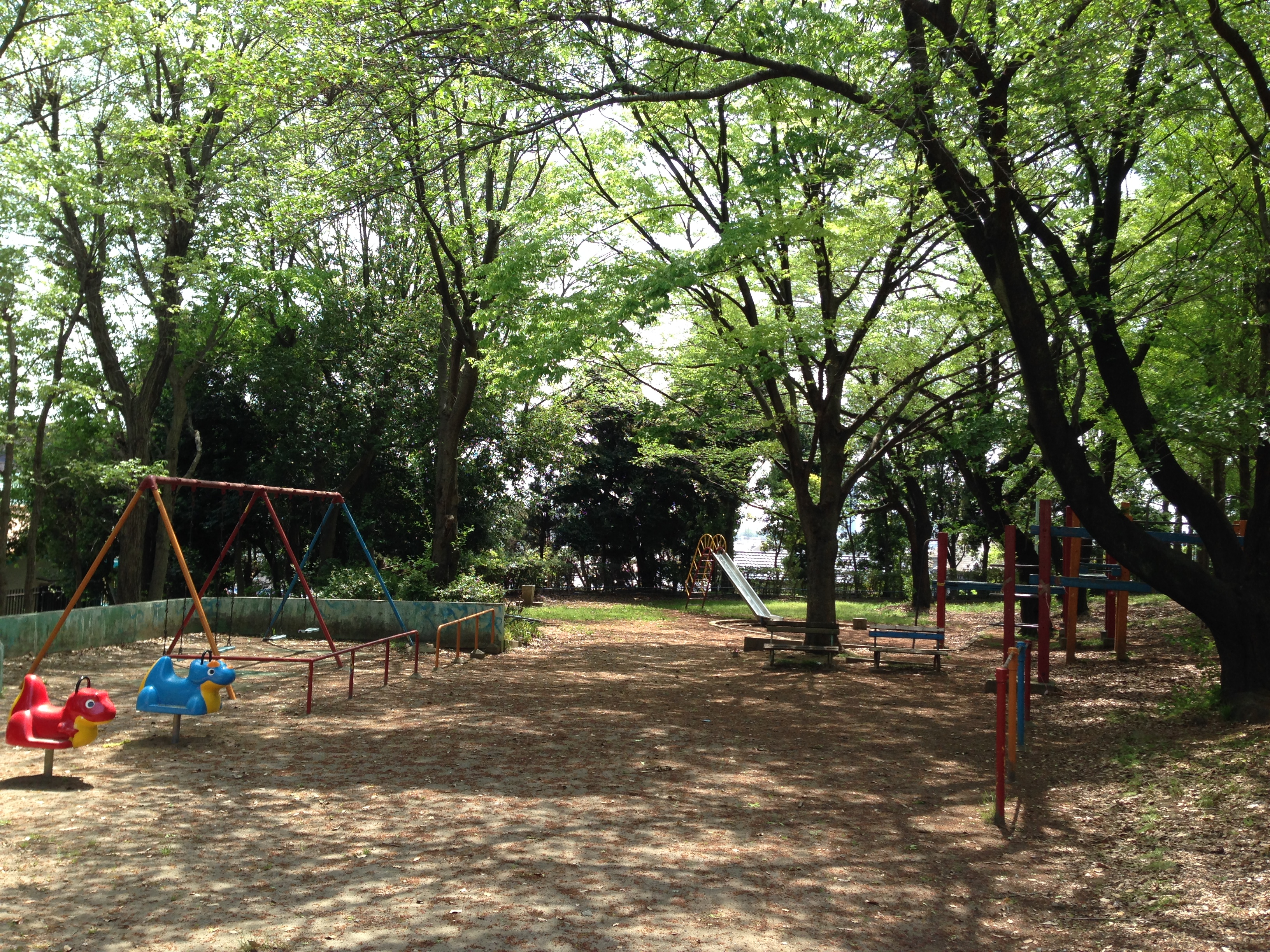
神山堂阪公園（東久留米市）

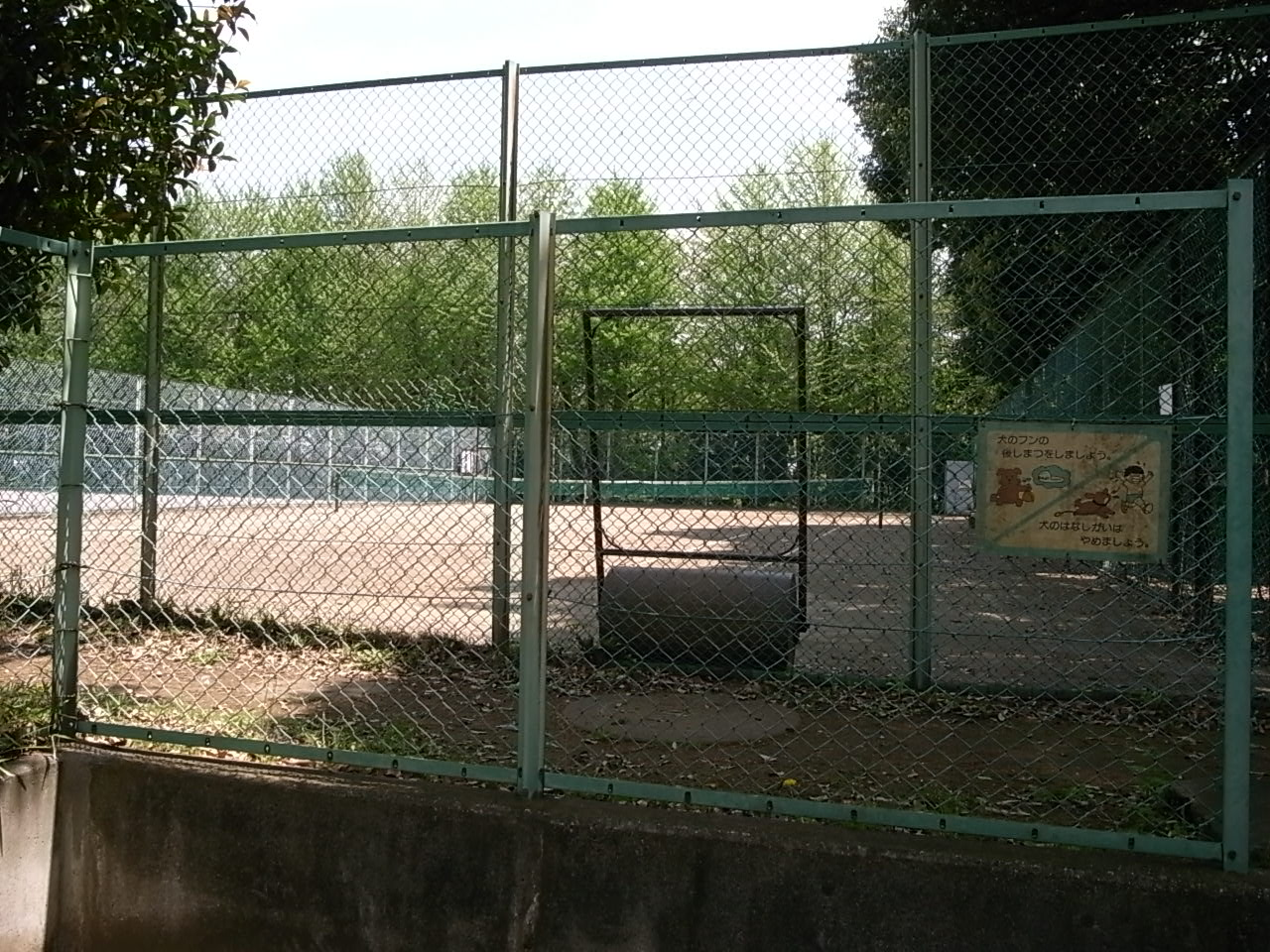
堂阪公園テニスコート（東久留米市）

堂坂（どうさか）は、東京都東久留米市神宝町の「上の原かたらい通り」から「宝泉寺通り」に抜ける急坂である。

## 概要
かつて薬師堂があったが宝泉寺に移設された。
坂の上には神山堂阪公園、市営堂阪公園テニスコートがある。
古田足日作『大きい1年生と小さな2年生』（偕成社）で主人公まさやが怖くて通れなかった「くらいさかみち」のモデルといわれている。
2019年頃、上記両通りを結ぶ道路が造られ、坂の途中（上の写真の付近）が分断されている。